# Murray Head
Murray Seafield St George Head (London, 1946. március 5.) angol színész, énekes. Több filmben is szerepelt, például az 1971-es Sunday Bloody Sunday című filmben, amelyet Oscar-díjra jelöltek. Legismertebb dalai a "Superstar" és a "One Night in Bangkok".

## Élete
Londonban született Seafield Laurence Stewart Murray Head (1919-2009) és Helen Shingler (1919−2019) gyermekeként. Head apja dokumentumfilmeket készített, anyja pedig a hatvanas évekbeli Maigret-sorozatban játszott. Murray testvére, Anthony Head szintén színész.
Tanulmányait a South Kensington-i Lycée Français Charles de Gaulle iskolában és a hamptoni Hampton Schoolban végezte.

## Magánélete
1972-ben házasodott össze Susan Ellis Jones-szal; 1992-ben váltak el. Két lánya van, Katherine és Sophie. 2019. február 14-én házasodott össze Lindy Ross-szal.

## Diszkográfia
- 1972 – Nigel Lived
- 1975 – Say It Ain't So
- 1979 – Between Us
- 1981 – Voices
- 1981 – How Many Ways
- 1982 – Shade
- 1984 – Restless
- 1987 – Sooner or Later
- 1992 – Wave
- 1993 – Innocence
- 1995 – Pipe Dreams
- 2002 – Passion
- 2007 – Tête à Tête
- 2008 – Rien n'est écrit
- 2012 – My Back Pages